# Ky-Mani Marley
Ky-Mani Marley (Falmouth (Jamaica), 26 februari 1976) is een Jamaicaans reggaemuzikant en acteur. Hij is tevens een zoon van reggae-legende Bob Marley. Zijn moeder Anita Belnavis was een tafeltenniskampioen.
Op zijn eerste album, Like Father Like Son (1996), staan alleen covers, onder andere van zijn vader, die overleed toen hij 5 jaar was. Later bracht hij nog de albums The Journey (1999) en Many More Roads (2001).
Het album Many More Roads was genomineerd voor een Grammy in 2002 voor 'beste Reggae album' maar verloor het van het album Halfway Tree van Ky-Mani's broer Damian. Zijn volgende album kwam uit in september 2007: Radio.
Ky-Mani Marley acteert ook. Hij is te zien in de films Shottas (Hoofdrol) (2002), Haven (2004) en "One Love" (Hoofdrol).
- Biblioteca Nacional de España: XX4610169
- Gemeinsame Normdatei: 135128269
- International Standard Name Identifier: 0000 0001 2030 4405
- Library of Congress Control Number: n2002076558
- MusicBrainz: 56821280-4108-4776-b3e4-bdf5698cef35
- Nederlandse Thesaurus van Auteursnamen: 339595477
- Virtual International Authority File: 90650860
- WorldCat: E39PBJghjhDYWYDv8BQmpf9MT3